# Carl Hellmuth Hertz
Carl Hellmuth Hertz (Berlín, Alemania 1920; Lund, Suecia 1990) fue hijo del Premio Nobel Gustav Ludwig Hertz. Es conocido sobre todo por sus contribuciones en el campo de la ultrasonografía médica, aunque también inventó la primera impresora de inyección. Recibió junto a Inge Edler el premio Lasker en 1977.

## Durante la Segunda Gran Guerra
Carl Hertz sirvió como soldado en el ejército de la Alemania Nazi durante la Segunda Guerra Mundial. Fue capturado por las tropas aliadas y llevado a Estados Unidos. James Franck, un amigo de su padre, con quién compartiera el Premio Nobel en Física, arregló la liberación de Hertz y le encontró trabajo en Lund, Suecia para que pudiera abandonar Estados Unidos sin tener que retornar a Alemania.

## En Suecia
Una vez en Lund, Hertz cursó sus estudios de doctorado en la Universidad de Lund en el departamento de física nuclear. Por pura curiosidad, hizo algunos ensayos no destructivos con ultrasonidos, un tipo de ensayos en los que es posible detectar cambios no visibles en los materiales (tales como huecos, grietas, etc) aplicándolos a cuerpos metálicos.
Durante un almuerzo, tuvo oportunidad de hablar con Inge Edler, que por ese entonces era jefe del Servicio de Cardiología del Hospital Universitario de Lund, Edler estaba preocupado por desarrollar un método no invasivo que permitiera diagnosticar las estenosis en la válvula mitral, ya que con los métodos con los que se contaba en ese momento resultaba sumamente difícil. Tiempo después, con un instrumento de ultrasonido Siemens Tekniska Rontgencentralen  que era utilizado para la inspección de las soldaduras en el astillero de Malmö, llevó a cabo los primeros intentos en ultrasonografía sobre su propio corazón.  Junto con Edler, desarrolló el ultrasonido y fue el primer profesor en este campo de trabajo en la Universidad de Lund, primer profesor de la Cátedra de Mediciones eléctricas de la Universidad de Lund.
En 1977 Carl Hellmuth Hertz e Inge Edler recibieron el Premio Lasker por sus contribuciones pioneras al campo de la medicina con el desarrollo de la ultrasonografía médica.

## Primera impresora de chorro de tinta
Debido al aumento de las actividades en ultrasonografía, se hizo imperioso contar con un mecanismo que permitiera imprimir imágenes con alto detalle y en color, debido a ello Hertz desarrolló un método para permitir el control eléctrico de minúsculas gotas de tinta, lo que le permitió imprimir un punto en un papel con una velocidad de menos de una millonésima de segundo. El primer pixel impreso tenía un tamaño de 0,1 x 0,1 mm y permitía un control continuo de la saturación y de la variación del color. Hertz había inventado la impresora a chorro de tinta.
Su hijo, el profesor Hans Hertz, es actualmente empleado del Instituto de Tecnología Real de Estocolmo, donde se encuentra involucrado en física biomédica, y además pertenece a la Academia Real de Ciencias de Suecia.